# Natalie Grant
Natalie Grant (Seattle, Washington, Estados Unidos, 21 de diciembre de 1971) es una cantante solista y compositora de música cristiana. Ha realizado nueve producciones musicales y ha sido distinguida como vocalista femenina del año por cuatro veces consecutivas en los GMA Dove Awards, además de recibir otros premios.

## Trayectoria
Natalie Grant se inició en el mundo musical como integrante del grupo Truth, antes de mudarse a Nashville, Tennessee, donde empezó a desarrollar una carrera como solista. Firmó con Benson Records en 1997 y dos años después, lanzó su primer álbum homónimo. Sin embargo en 2000, Grant dejó la discográfica y se unió a Pamplin Music, sello que lanzó en 2001 su segundo álbum: Stronger. Cuando el sello cerró, Grant firmó con Curb Records, compañía con la que sigue en vigencia y que le permitió convertirse en una artista muy reconocida en la comunidad cristiana.
Con Curb realizó Deeper Life en 2003. Grant escribió varias canciones incluyendo «Live for Today», tema que fue nominado a un Premio Dove. «No Sign of It» también se hizo conocida al formar parte de la banda sonora de la película Volando alto de Bruno Barreto y con las actuaciones estelares de Gwyneth Paltrow, Christina Applegate y Mark Ruffalo. En marzo de 2005 Grant lanzó Awaken, que contiene el éxito «Held» y que fue seguido del álbum de Navidad Believe. Ambas producciones lograron que Grant sea distinguida en 2006 como vocalista femenina del año en los Premios Dove. Se llevó el mismo premio en 2007, 2008 y 2009, años en los cuales continuó su carrera musical al lanzar Relentless en 2008 y ser partícipe del tour Speaking Louder Than Before junto a Bebo Norman y Jeremy Camp. Love Revolution es su octavo y último álbum, el cual fue lanzado el 24 de agosto de 2010.
Grant salió de gira con MercyMe en abril de 2011 y en 2012, fue nominada a un Premio Grammy en la categoría de mejor interpretación gospel/contemporánea por «Alive».

## Vida privada
Grant vive en Nashville, Tennessee, junto a su esposo, el productor canadiense Bernie Herms y sus tres hijas, de las cuales Grace Ana e Isabella Noelle son gemelas (nacidas el 16 de febrero de 2007). El 17 de diciembre de 2010, nació Sadie Rose, su tercera hija.
En una entrevista con The 700 Club, Natalie reveló que luchó contra la bulimia y afirmó que Dios la ayudó para recuperarse de su trastorno alimenticio. También escribió un libro titulado The Real Me: Being the Girl God Sees, que trata acerca de su lucha y sobre cómo superó sus obstáculos.
Se ha mostrado muy en contra de la trata de personas. Colaboró en una organización dedicada a detener la prostitución infantil y viajó a las zonas rojas de India junto a su esposo. En 2005, Natalie fundó The Home Foundation, actualmente conocida como Abolition International, una organización que buscar erradicar la trata de personas.

## Discografía
Álbumes de estudio
- 1999: Natalie Grant
- 2001: Stronger
- 2003: Deeper Life
- 2004: Worship with Natalie Grant and Friends
- 2005: Awaken
- 2005: Believe
- 2008: Relentless
- 2010: Love Revolution
- 2013: Hurricane

Sencillos
| 2003 | «No Sign Of It»                 | -- | 25 | Deeper Life                 |
| 2005 | «Held»                          | 4  | 11 | Awaken                      |
| 2005 | «Live For Today»                | 13 | —  | Awaken                      |
| 2006 | «What Christmas Means To Me»    | 22 | —  | Believe                     |
| 2006 | «Santa Claus Is Coming To Town» | 15 | 9  | Believe                     |
| 2006 | «O Little Town Of Bethlehem»    | 25 | —  | Believe                     |
| 2006 | «I Believe»                     | 28 | —  | Believe                     |
| 2006 | «Joy To The World»              | 33 | —  | Believe                     |
| 2006 | «What Are You Waiting For»      | 7  | —  | Awaken                      |
| 2006 | «The Real Me»                   | 18 | 30 | Awaken                      |
| 2007 | «Awaken»                        | 20 | —  | Awaken                      |
| 2007 | «In Better Hands»               | 5  | —  | Relentless                  |
| 2008 | «I Will Not Be Moved»           | 4  | —  | Relentless                  |
| 2009 | «Our Hope Endures»              | 14 | —  | Relentless                  |
| 2009 | «Perfect People»                | 7  | —  | Relentless                  |
| 2010 | «Greatness of Our God»          | 31 | —  | Love Revolution             |
| 2010 | «Human»                         | 22 | —  | Love Revolution             |
| 2011 | «Your Great Name»               | 8  | —  | Love Revolution             |
| 2012 | «Alive»                         | 19 | —  | Music Inspired by The Story |
| "—" denota que el lanzamiento no logró entrar en listas. "--" denota que la lista no existía en ese momento. |                                 |    |    |                             |

## Premios y nominaciones
| Año  | Premio                           | Categoría                                                     | Trabajo nominado                   | Resultado |
| ---- | -------------------------------- | ------------------------------------------------------------- | ---------------------------------- | --------- |
| 2012 | Premios Grammy                   | Mejor interpretación de música cristiana gospel/contemporánea | «Alive (Mary Magdalene)»           | Nominada  |
| 2014 | Premios Grammy                   | Mejor interpretación de música cristiana gospel/contemporánea | «Hurricane»                        | Nominada  |
| 2014 | Premios Grammy                   | Mejor canción de música cristiana contemporánea               | «Hurricane»                        | Nominada  |
| 2015 | Premios Grammy                   | Mejor álbum de música cristiana contemporánea                 | Hurricane                          | Nominada  |
| 2003 | GMA Dove Awards                  | Vocalista femenina del año                                    | Natalie Grant                      | Nominada  |
| 2005 | GMA Dove Awards                  | Vocalista femenina del año                                    | Natalie Grant                      | Nominada  |
| 2005 | GMA Dove Awards                  | Canción pop/contemporánea del año                             | «Live For Today»                   | Nominada  |
| 2006 | GMA Dove Awards                  | Artista del año                                               | Natalie Grant                      | Nominada  |
| 2006 | GMA Dove Awards                  | Vocalista femenina del año                                    | Natalie Grant                      | Ganadora  |
| 2006 | GMA Dove Awards                  | Canción del año                                               | «Held»                             | Nominada  |
| 2006 | GMA Dove Awards                  | Canción pop/contemporánea del año                             | «Held»                             | Nominada  |
| 2006 | GMA Dove Awards                  | Álbum pop/contemporáneo del año                               | Awaken                             | Nominada  |
| 2006 | GMA Dove Awards                  | Álbum inspiracional del año                                   | Believe                            | Nominada  |
| 2007 | GMA Dove Awards                  | Vocalista femenina del año                                    | Natalie Grant                      | Ganadora  |
| 2008 | GMA Dove Awards                  | Artista del año                                               | Natalie Grant                      | Nominada  |
| 2008 | GMA Dove Awards                  | Vocalista femenina del año                                    | Natalie Grant                      | Ganadora  |
| 2008 | GMA Dove Awards                  | Canción del año                                               | «In Better Hands»                  | Nominada  |
| 2008 | GMA Dove Awards                  | Canción pop/contemporánea del año                             | «In Better Hands»                  | Nominada  |
| 2009 | GMA Dove Awards                  | Vocalista femenina del año                                    | Natalie Grant                      | Ganadora  |
| 2009 | GMA Dove Awards                  | Canción del año                                               | «I Will Not Be Moved»              | Nominada  |
| 2009 | GMA Dove Awards                  | Canción pop/contemporánea del año                             | «I Will Not Be Moved»              | Nominada  |
| 2009 | GMA Dove Awards                  | Álbum pop/contemporáneo del año                               | Relentless                         | Nominada  |
| 2009 | GMA Dove Awards                  | Canción de adoración del año                                  | «Breathe On Me»                    | Nominada  |
| 2010 | GMA Dove Awards                  | Vocalista femenina del año                                    | Natalie Grant                      | Nominada  |
| 2010 | GMA Dove Awards                  | Álbum de música infantil del año                              | Veggie Tales: Here I Am To Worship | Ganadora* |
| 2011 | GMA Dove Awards                  | Artista del año                                               | Natalie Grant                      | Nominada  |
| 2011 | GMA Dove Awards                  | Vocalista femenina del año                                    | Natalie Grant                      | Nominada  |
| 2011 | GMA Dove Awards                  | Álbum pop/contemporáneo del año                               | Love Revolution                    | Nominada  |
| 2012 | GMA Dove Awards                  | Canción del año                                               | «Alive (Mary Magdalene)»           | Nominada  |
| 2012 | GMA Dove Awards                  | Canción del año                                               | «Your Great Name»                  | Nominada  |
| 2012 | GMA Dove Awards                  | Vocalista femenina del año                                    | Natalie Grant                      | Ganadora  |
| 2012 | GMA Dove Awards                  | Canción pop/contemporánea del año                             | «Alive (Mary Magdalene)»           | Nominada  |
| 2012 | GMA Dove Awards                  | Canción pop/contemporánea del año                             | «Your Great Name»                  | Nominada  |
| 2012 | GMA Dove Awards                  | Canción de adoración del año                                  | «Your Great Name»                  | Ganadora  |
| 2012 | GMA Dove Awards                  | Álbum de evento especial del año                              | Music Inspired by "The Story"      | Ganadora* |
| 2014 | GMA Dove Awards                  | Canción del año                                               | «Hurricane»                        | Nominada  |
| 2014 | GMA Dove Awards                  | Interpretación cristiana contemporánea del año                | «Hurricane»                        | Nominada  |
| 2014 | GMA Dove Awards                  | Interpretación gospel del año                                 | «I Love The Lord»                  | Nominada  |
| 2014 | GMA Dove Awards                  | Canción pop/contemporánea del año                             | «Hurricane»                        | Nominada  |
| 2016 | GMA Dove Awards                  | Álbum pop/contemporáneo del año                               | Be One                             | Nominada  |
| 2013 | K-LOVE Fan Awards                | Artista femenina del año                                      | Natalie Grant                      | Nominada  |
| 2014 | K-LOVE Fan Awards                | Artista femenina del año                                      | Natalie Grant                      | Nominada  |
| 2015 | K-LOVE Fan Awards                | Artista femenina del año                                      | Natalie Grant                      | Nominada  |
| 2009 | Visionary Awards                 | Artista femenina del año                                      | Natalie Grant                      | Ganadora  |
| 2010 | Visionary Awards                 | Artista femenina del año                                      | Natalie Grant                      | Nominada  |
| 2004 | ASCAP Christian Music Awards     | Una de las canciones más reproducidas                         | «I Will Be»                        | Ganadora  |
| 2014 | ASCAP Christian Music Awards     | Una de las canciones más reproducidas                         | «Hurricane»                        | Ganadora  |
| 2009 | BMI Christian Music Awards       | Una de las canciones más sonadas de la radio                  | «In Better Hands»                  | Ganadora  |
| 2012 | BMI Christian Music Awards       | Una de las canciones más sonadas de la radio                  | «Your Great Name»                  | Ganadora  |
| 2011 | About.com Readers' Choice Awards | Mejor vocalista cristiana femenina                            | Natalie Grant                      | Ganadora  |
| 2004 | Premios AMCL                     | Artista inglés del año                                        | Natalie Grant                      | Nominada  |
| 2004 | Premios AMCL                     | Canción inglesa del año                                       | «Deeper Life»                      | Nominada  |
| 2005 | Premios AMCL                     | Artista inglés del año                                        | Natalie Grant                      | Ganadora  |
| 2005 | Premios AMCL                     | Canción inglesa del año                                       | «Held»                             | Ganadora  |
| 2005 | Premios AMCL                     | Canción inglesa del año                                       | «Awaken»                           | Nominada  |
| 2005 | Premios AMCL                     | Álbum inglés del año                                          | Awaken                             | Ganadora  |
| 2005 | Premios AMCL                     | Video inglés del año                                          | Held                               | Ganadora  |
| 2006 | Premios AMCL                     | Artista inglés del año                                        | Natalie Grant                      | Nominada  |
| 2006 | Premios AMCL                     | Canción inglesa del año                                       | «I Believe»                        | Nominada  |
| 2008 | Premios AMCL                     | Artista inglés del año                                        | Natalie Grant                      | Ganadora  |
| 2008 | Premios AMCL                     | Canción inglesa del año                                       | «In Better Hands»                  | Nominada  |
| 2008 | Premios AMCL                     | Canción inglesa del año                                       | «I Will Not Be Moved»              | Ganadora  |
| 2008 | Premios AMCL                     | Álbum inglés del año                                          | Relentless                         | Ganadora  |
| 2008 | Premios AMCL                     | Video inglés del año                                          | I Will Not Be Moved                | Ganadora  |
| 2008 | Premios AMCL                     | Video inglés del año                                          | In Better Hands                    | Nominada  |
| 2010 | Premios AMCL                     | Artista inglés del año                                        | Natalie Grant                      | Ganadora  |
| 2010 | Premios AMCL                     | Canción inglesa del año                                       | «Love Revolution»                  | Nominada  |
| 2010 | Premios AMCL                     | Canción inglesa del año                                       | «Human»                            | Ganadora  |
| 2010 | Premios AMCL                     | Canción inglesa del año                                       | «Desert Song»                      | Nominada  |
| 2010 | Premios AMCL                     | Álbum inglés del año                                          | Love Revolution                    | Ganadora  |
| 2013 | Premios AMCL                     | Canción inglesa del año                                       | «Hurricane»                        | Nominada  |

* Junto a otros artistas.